# Sofie Svava
Sofie Svava (født. 11. august 2000) er en dansk fodboldspiller, der spiller back for Lyon i Frankrig. Hun har tidligere spillet for Brøndby IF, FC Rosengård i Damallsvenskan, VfL Wolfsburg og Real Madrid.  FC Rosengård solgte hende for omkring en million svenske kronor.

## Karriere

### Klubhold
Fra 2017 til 2019 spillede Svava for Brøndby IF i Elitedivisionen. I juli 2019 blev det bekendtgjort, at Svava havde underskrevet en to-et-halvtårig kontrakt med den svenske klub FC Rosengård og at Brøndby havde modtaget en rekordhøj sum på klubniveau for 17-årige Svava. I hendes debutsæson vandt hun Damallsvenskan.
I november 2020 underskrev Svava en tre-årig kontrakt med den tyske klub VfL Wolfsburg, gældende fra januar 2021.
Herefter annoncerede hun i januar 2022 at hun skiftede til den spanske storklub Real Madrid.

### Landshold
Sofie Svava fik debut for Danmarks kvindefodboldlandshold den 21. januar 2019 i en 1-0 sejr i en venskabskamp mod Finland. Hun blev skiftet ind efter 74 minutter. Hun scorede sit første mål for landsholdet i en 14-0 sejr mod Georgien i en EM-kvalifikationskamp den 12. november 2019 på hjemmebane.
Hun blev i juni 2022 udtaget til A-landstræner Lars Søndergaards endelige trup ved EM i fodbold for kvinder 2022 i England.
Hun er blevet udtaget til Danmarks 24-kvinder store trup, der skal repræsentere landet ved VM for kvinder i fodbold 2023.

#### Landsholdsmål
| # | Dato              | By                    | Modstander | Scoring | Resultat | Konkurrence  |
| - | ----------------- | --------------------- | ---------- | ------- | -------- | ------------ |
| 1 | 12. november 2019 | Viborg, Danmark       | Georgien   | 6–0     | 14–0     | EM-kval 2021 |
| 1 | 26. oktober 2021  | Podgorica, Montenegro | Montenegro | 3–0     | 5–1      | VM-kval 2023 |